# 法明寺 (京都府笠置町)
法明寺（ほうみょうじ）は、京都府相楽郡笠置町上有市字西畷（にしなわて）にある真言宗豊山派の寺院。開創は未詳であるが、平安時代の仏像等を所蔵する古刹である。

## 文化財

### 国の重要文化財
- 美術品
  - 木造釈迦如来立像[1]：1923年（大正12年）8月4日指定。
  - 木造吉祥天立像[2]：1923年（大正12年）8月4日指定。
  - 木造増長天立像[3]：1923年（大正12年）8月4日指定。

いずれも平安時代の作品。

### 京都府登録有形文化財
- 建造物
  - 法明寺薬師堂 1棟：17世紀初、桁行三間、梁行三間、寄棟造、茅葺の建築で背面に突出部が附属する。1994年（平成6年）2月18日登録[4]。

## 参考資料
- 『奈良国立博物館だより』95号 2015年（平成27年）